# Хиршхорн (Неккар)
Хиршхорн (нем. Hirschhorn) — город в Германии, в земле Гессен. Подчинён административному округу Дармштадт. Входит в состав района Бергштрассе. Население составляет 3585 человек (на 31 декабря 2010 года). Занимает площадь 30,86 км². Официальный код — 06 4 31 012.
Город подразделяется на три городских района.

## Достопримечательности

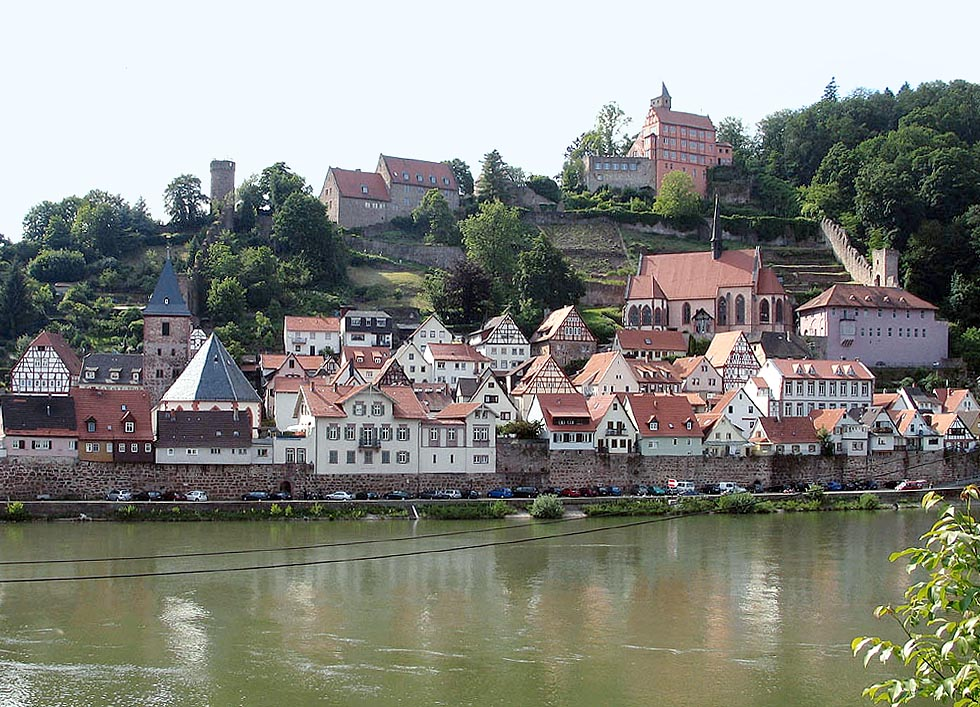
Хиршхорн (Неккар)

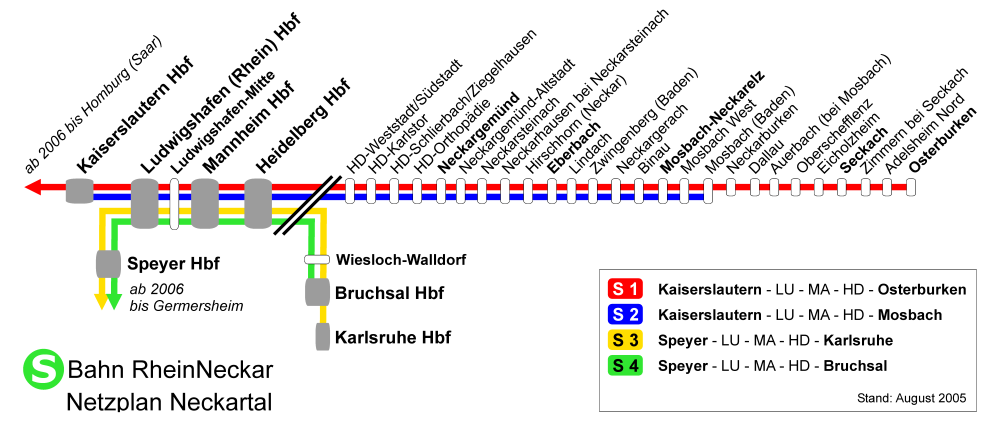
Хиршхорн (Неккар)

- Хиршхорн — средневековый замок.